# Operophtera hyemata
Operophtera hyemata là một loài bướm đêm trong họ Geometridae.